# Hugh H. Benson
Hugh H. Benson (* 1956) ist ein US-amerikanischer Philosophiehistoriker.

## Leben
Er erwarb 1978 den B.A. in Philosophie und Griechisch am Oberlin College, 1982 den M.A. in Philosophie an der University of Michigan, 1983 den MA in Griechisch an der University of Michigan und 1984 den Ph.D. in Philosophie an der University of Michigan. Er lehrte an der University of Oklahoma in Norman (Assistant Professor (1985–1992), Associate Professor (1992–2002), Professor (2002–2017)).
Benson beschäftigt sich hauptsächlich mit der antiken Philosophie (Sokrates, Platon, Aristoteles, Metaphysik, Epistemologie).

## Schriften (Auswahl)
- Clitophon’s Challenge: Dialectic in Plato’s Meno, Phaedo, and Republic. Oxford University Press, Oxford 2015.
- (Hrsg.): A Companion to Plato. Blackwell Publishing, 2006. – Spanische Übersetzung 2011.
- Socratic Wisdom: The Model of Knowledge in Plato’s Early Dialogues. Oxford University Press, Oxford 2000.
- (Hrsg.): Essays on the Philosophy of Socrates. Oxford University Press, Oxford 1992